# Claodicus
Claodicus fue un líder de la tribu germánico-céltica de los cimbros que combatió en la guerra cimbria, en la que los cimbros se hicieron con una espectacular victoria contra los romanos en la batalla de Arausio en 105 a. C. Fue capturado junto con Caesorix en la batalla de Vercelas en 101 a. C. El rey cimbro, Boiorix, y el otro líder Lugius murieron en combate.

### Citas
1. ↑  Tito Livio. «Periochae of Books 66-70» (en inglés). Archivado desde el original el 4 de octubre de 2018. Consultado el 1 de agosto de 2014.
2. ↑  Sampson, 2010, p. 175.